# August Schuffert
 (novembre 2019).
Si vous disposez d'ouvrages ou d'articles de référence ou si vous connaissez des sites web de qualité traitant du thème abordé ici, merci de compléter l'article en donnant les références utiles à sa vérifiabilité et en les liant à la section « Notes et références ».
Frans August Otto Schuffert (Jyväskylä, 11 juillet 1855 – 17 octobre 1936) est un photographe finlandais.